# Города Панамы

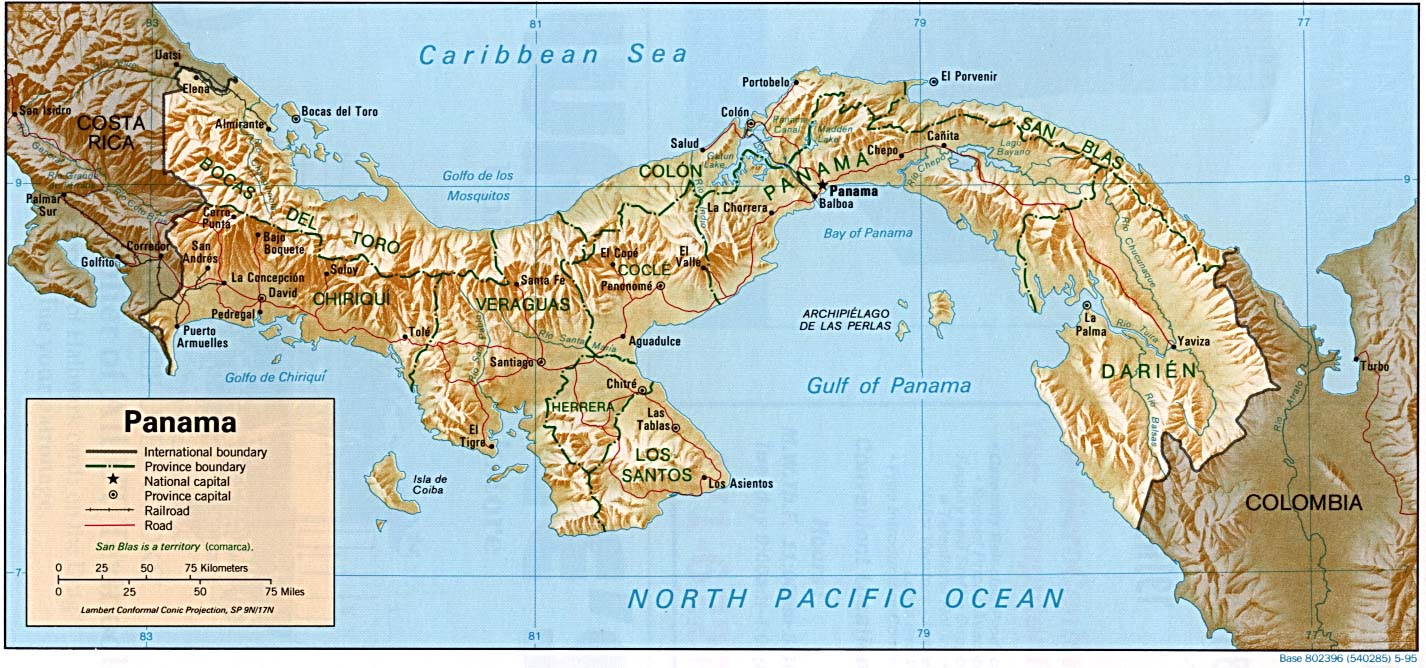
Карта Панамы

Список городов, расположенных в Панаме.
- Агуа-Буэна
- Агуадульсе
- Аланхе
- Алиганди
- Алькальде-Диас
- Альмиранте
- Альто-де-да-Эстансия
- Альто-дель-Эспино
- Анкон
- Антон
- Аррайхан
- Асеррио-де-Гариче
- Аталая
- Ачутупо
- Багала
- Берба
- Бока-де-Парита
- Бокас-дель-Торо
- Бокерон
- Бокете
- Бугаба
- Бурика
- Вакамонте
- Валле-дель-Риско
- Вилья-Кармен
- Вилья-Росарио
- Волькан
- Гарачине
- Гариче
- Гуабито
- Гуалака
- Гуараре
- Гуарумаль
- Давид
- Дивала
- Долега
- Иканти
- Ипети
- Каймитильо
- Калобре
- Кальсада-Ларга
- Каньясас
- Канир-Дуп
- Канкинту
- Каноа
- Капеллания
- Капети
- Капира
- Карти-Сугтупу
- Катива
- Кебрада-Бонита-Адентро
- Колон
- Колонсито
- Коэтупо
- Кристобаль
- Кусапин
- Ла-Кабима
- Ла-Лома
- Ла-Мата
- Ла-Митра
- Ла-Пальма
- Ла-Рая-де-Санта-Мария
- Лас-Гиас-Орьенте
- Лас-Кумбрес
- Лас-Минас
- Лас-Таблас
- Ла-Тиса
- Ла-Чоррера
- Ла-Эспигадилья
- Лидисе
- Лос-Альгарробос
- Лос-Анастасьос
- Лос-Бокеронес
- Лос-Лотес
- Лос-Польос
- Лос-Посос
- Льяно-де-Пьедра
- Льяно-Ларго
- Льяно-Марин
- Макаракас
- Мамитипо
- Мария-Чикита
- Мата-дель-Нансе
- Метети
- Монте-Лирио
- Морти
- Мулатупо
- Ната
- Номбре-де-Диос
- Нуэво-Аррайхан
- Нуэво-Вихия
- Нуэво-Гуараре
- Нуэво-Сан-Хуан
- Нуэво-Эмперадор
- Оку
- Ола
- Пакола
- Пакора
- Пальмас-Бельяс
- Панама
- Парита
- Пасо-Бланко
- Педаси
- Педрегаль
- Пенономе
- Песе
- Пласа-де-Кайсан
- Покри
- Портобело
- Потрерильос-Абахо
- Потрерильос-Арриба
- Потреро-Гранде
- Пуэрто-Армуэльес
- Пуэрто-Индио
- Пуэрто-Каймито
- Пуэрто-Пенья
- Пуэрто-Пилон
- Рио-Алехандро
- Рио-Ато
- Рио-де-Хесус
- Рио-Дуке
- Рио-Рита
- Рио-Серено
- Сабанитас
- Сан-Висенте-де-Бике
- Санта-Ана-Арриба
- Санта-Рита-Арриба
- Санта-Фе
- Сантьяго-де-Верагуас
- Сасарди
- Сахалисес
- Сельмира
- Серменьо
- Серро-Кама
- Серро-Пунта
- Сирило-Гуайнора
- Сортова
- Сьоги-Абахо
- Сьоги-Арриба
- Токумен
- Толе
- Тоноси
- Тубуала
- Унион-Чоко
- Уступо
- Финка-Бланко
- Финка-Корредор
- Финка-Синкента-и-Уно
- Хаке
- Орконситос
- Чаме
- Чангинола
- Чепо
- Чигоре
- Чигири-Арриба
- Чилибре
- Чиман
- Чирики-Гранде
- Читре
- Чичика
- Чурукита-Гранде
- Чурукита-Чикита
- Эль-Валье-де-ла-Уньон
- Эль-Хираль
- Эль-Каньо
- Эль-Копе
- Эль-Кортесо
- Эль-Кристо
- Эль-Порвенир
- Эль-Реаль-де-Санта-Мария
- Эль-Ринкон
- Эль-Робле
- Эль-Силенсио
- Эль-Эспаве
- Эль-Эспино-де-Санта-Роса
- Эль-Увито
- Энтрадеро
- Эскобаль
- Явиса